# Nore (rivière)
Pour les articles homonymes, voir Nore (homonymie).
La Nore (Irlandais: An Fheoir ou Abhainn na Feoire) est une rivière d’Irlande qui prend sa source dans les "Devil's Bit Mountains" du Comté de Tipperary et se jette dans la Barrow au nord de New Ross.
Avec la Suir et la Barrow, elle fait partie des "Three Sisters" (les 3 sœurs), qui partagent un large estuaire, Waterford Harbour, dans la Mer Celtique au sud-Ouest de Waterford.
Elle mesure 140 kilomètres et draine un bassin de 2 530 km2.
Cette rivière, riche en saumons et en truites, est populaire parmi les pêcheurs à la ligne.

## Cours
La Nore jaillit sur la pente est des Devil's Bit Mountain, dans le comté de Tipperary, et s'écoule vers le sud-est à travers les comtés de Laois et de Kilkenny, avant de se jeter dans la Barrow au nord de New Ross.
Elle passe à proximité de Durrow, puis traverse le village de Ballyragget, Kilkenny (où on la franchit par Green's Bridge) et les villages de Bennettsbridge et Thomastown. Plus au sud, elle forme une pittoresque vallée en V où se trouve le village de Inistioge, à la limite de l'influence des marées.
Ses principaux affluents sont la Dinin, la Breagagh, la King's River, la Little Arrigle et la Black Water.